# Château de Loches
Pour les articles homonymes, voir Loches (homonymie).
Le château de Loches est un ancien château fort, du premier tiers du XIe siècle, qui se dresse dans le Val de Loire, sur la commune française de Loches dans le département d'Indre-et-Loire, en région Centre-Val de Loire, au cœur de la cité royale bâtie sur un éperon rocheux ceinturée d'une muraille. Cette Cité comprend, outre le donjon, le logis royal et la collégiale Saint-Ours.
Le château fait l'objet d'une protection partielle au titre des monuments historiques.

## Localisation
Le site de Loches est un point stratégique pour contrôler la vallée de l'Indre, notamment marqué par son éperon rocheux dominant la rivière. Dès la guerre des Gaules, le lieu s'avère être un point clef pour maîtriser les environs. La forteresse de Loches couvre une surface de 4,77 ha, entourée d’une enceinte de 1,1 km, jalonnée de plusieurs éléments architecturaux remarquables. Le château est situé sur un petit plateau, s'étirant du sud au nord sur 430 m de long et 130 m de large, longeant l'Indre en rive gauche, sur la commune de Loches, dans le département français d'Indre-et-Loire.

## Historique

### Origines
L'archéologie a permis de mettre au jour des traces d'occupation remontant à l'époque romaine à Loches (poteries, voie de circulation), mais aucune vestige de bâti ne subsiste jusqu'au Moyen Âge central. 
Les sources écrites permettent en revanche de connaître l'existence d'un premier château au haut Moyen Âge. Grégoire de Tours mentionne ainsi dans ses Histoires que lorsque Ursus de Cahors (ou Saint Ours) vient en 491 fonder un monastère, un château ("castrum") existe déjà sur le promontoire. S'il est probable que ce premier bâtiment fût en bois, son architecture globale nous échappe.
En 742, la place est prise par les forces de Pépin et Carloman, qui répriment la révolte de Hunald, duc d'Aquitaine. Le château est alors complètement rasé. Un nouveau château est bâti et en 840 Charles le Chauve en fait don à un homme noble d’Orléans, nommé Adaland, pour résister aux incursions des Normands.
Lorsque Louis II le Bègue (877-879), fait de Tours une préfecture royale, il nomme alors Ingelger préfet. En reconnaissance de ses services, il lui donne une partie du comté d'Anjou et lui fait épouser la fille du comte du Gâtinais. Leur fils Foulques le Roux épouse Roscille de Loches qui lui apporte la forteresse de Loches. C'est ainsi que naît la puissante famille des comtes d'Anjou.

### La forteresse de Foulques Nerra
Le donjon actuel, l'un des mieux conservés de cette époque, est bâti par Foulques Nerra, quatrième comte d'Anjou (996-1040). Une analyse dendrochronologie réalisée sur des restes de poutres situe l’abattage des bois entre 1013 et 1035. Avec le donjon de Nogent le Rotrou contemporain, le donjon de Loches est un des premiers édifices militaires d'ampleur bâti en pierre. La forteresse de Loches est une place géopolitique stratégique : obtenue par mariage au temps de Foulques le Roux, elle constitue une enclave angevine au sein des territoires des comtes de Blois et Chartres, alors que les deux maisons sont en lutte pour l'occupation de la Touraine. La place de Loches permet ainsi de faire des incursions et pillages directement dans le territoire blésois. La forteresse s'inscrit ainsi dans un vaste complexe militaire, aux côtés des forteresses de Montrichard, Montrésor, Langeais ou Montbazon, disséminées en Touraine, afin de maîtriser cette zone frontalière et disputée. En l'absence du comte Foulques Nerra parti en pèlerinage, le château de Loches est confié de manière temporaire en 1011 à Lisoie de Basougers qui devient par la suite un acteur important de la guerre du côté angevin. Au cours de la guerre contre la maison de Blois, Geoffroy de Donzy, seigneur de Saint-Aignan est capturé et emprisonné à Loches. Après un assaut avorté contre la forteresse en 1042, le comte de Blois lui-même est capturé et enfermé par Geoffroy Martel, fils de Foulques Nerra, au donjon de Loches. Le château a ainsi connu plusieurs sièges au cours de la guerre.  Les hostilités entre Angevins et Blésois pour le contrôle de la Touraine ne s'achèvent qu'en 1044 quand Geoffroy Martel remporte la bataille de Nouy.

### Plantagenêts contre Capétiens
Par la suite, le château connaîtra plusieurs sièges, notamment lors des luttes qui opposèrent Capétiens et Plantagenêts (descendants des Ingelgerien).
Au XIIe siècle, Henri II Plantagenêt entré en possession du château à la suite de son mariage avec Aliénor d'Aquitaine, fait ériger les remparts et les douves qui entourent la ville haute (bourg Saint-Ours), toujours visibles actuellement.
Donné à Philippe Auguste par Jean sans Terre, en 1193, il est repris par Richard Cœur de Lion l'année suivante, lors d'un siège de trois heures, selon une légende. Les Plantagenêts renforcent encore la défense par l'adjonction de nouvelles tours.

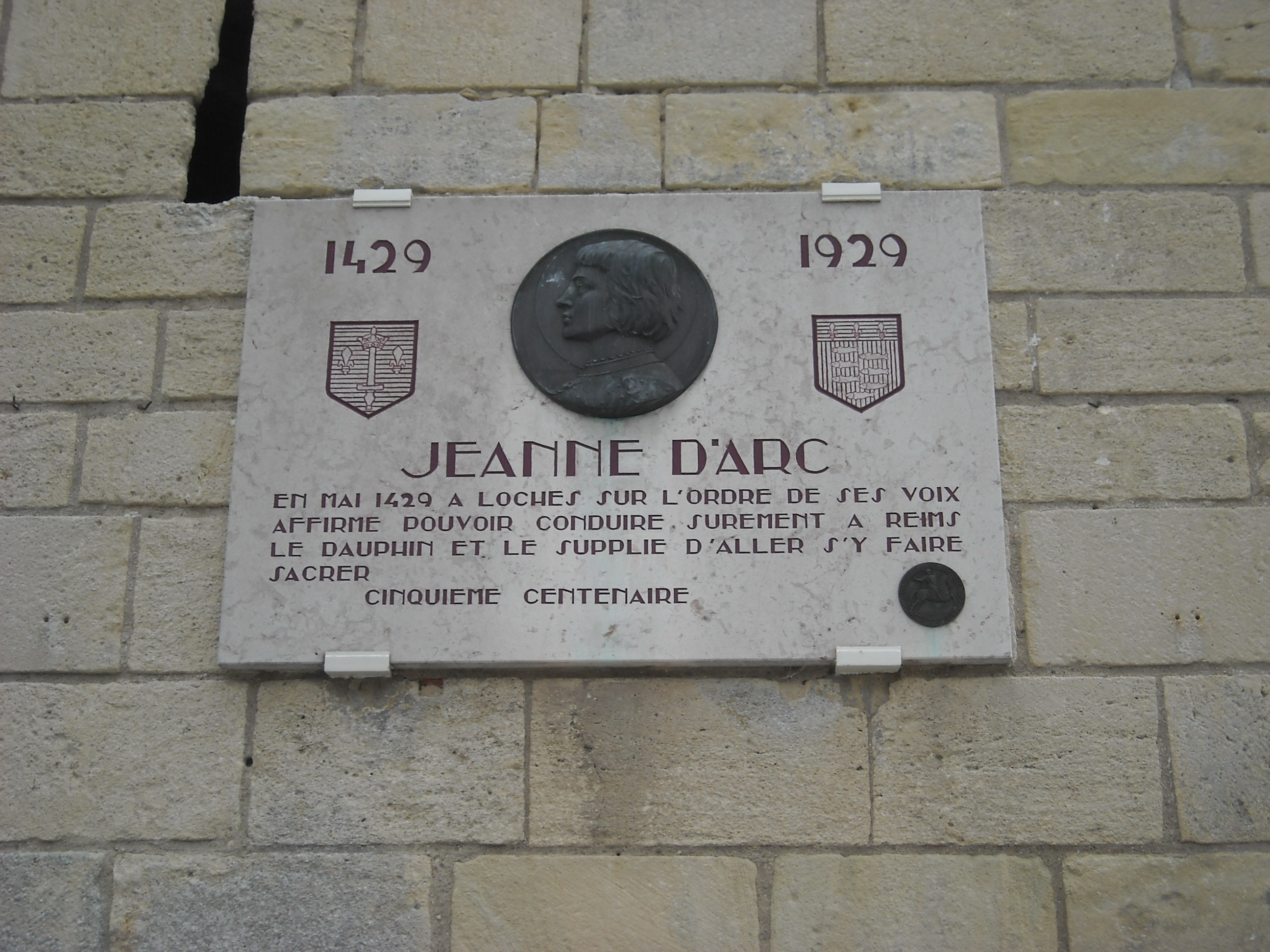
Plaque apposée à l’entrée de la porte royale du château de Loches, pour commémorer la rencontre entre Jeanne d’Arc et le futur Charles VII en mai 1429, au cours de laquelle elle l'encourage de se rendre à Reims pour y être sacré roi.

Le donjon est repris aux Plantagenêts par Philippe Auguste en 1205,. 

### Domaine royal
À cette date, Loches intègre le domaine royal, et le château ne connaitra plus d'affrontement militaire majeur. Au XIIIe siècle la tour romane est entouré d'une enceinte. C'est au XIVe siècle, sous les règnes de Charles V et Charles VI que le logis royal est bâti.
Enguerrand d'Eudin, capitaine de Loches de 1358 à 1364, fait faire des travaux de remise en état des fortifications, du pont-levis et du donjon fort en 1358-1359.
En mai 1429, Charles VII qui réside souvent au château en compagnie d'Agnès Sorel, y rencontre Jeanne d'Arc.

#### Prison royale
Il est utilisé comme prison à partir du XVe siècle par Louis XI et ce jusqu'en 1926. Aux XVe et XVIe siècles de nouvelles constructions défensives sont érigées, notamment l'enceinte qui est modifiée.
Lors des guerres d'Italie, Ludovico Sforza, duc de Milan, capturé par Louis XII, est enfermé dans la prison de la forteresse de Loches. Le duc réalise diverses fresques sur les murs de sa cellule dans laquelle il meurt en 1508.
Louis XVI utilisa le château de Loches comme prison pour les Anglais capturés lors de la guerre d'indépendance des États-Unis, à laquelle la France participa contre la Grande-Bretagne.
Durant la Révolution française, le château fut pillé et sévèrement endommagé. Des restaurations majeures commencèrent en 1806, mais encore aujourd'hui certaines parties demeurent en ruines.

## Description
La cité fortifiée construite sur le promontoire rocheux surplombant l'Indre enserre différents édifices bâtis entre les Xe et XVe siècles : s'étirant du sud au nord, le château, une collégiale, puis à la pointe nord les logis princiers qui, devenus royaux furent reconstruits au XIVe et XVe siècles. Protégé côté est et ouest, comme sa pointe nord, le front sud qui était relié au plateau voisin fut isolé par un large fossé et c'est ici, face à l'attaque, que l'on concentra les dispositifs militaires ; on peut voir la première muraille ponctuée de tourelles rondes et pleines de la fin du XIIe siècle sur laquelle, le roi Jean sans Terre a fait édifier d'énorme tours en amande percées d'archères.
À l'ouest, la Porte royale est l'unique entrée de la cité fortifiée. Une première porte fut élevée au XIIIe siècle, dont il ne reste qu'un piédroit roman et les massifs des tours. Elle fut très profondément remaniée au milieu du XVe siècle, dont datent les parements de maçonnerie, l'escalier, le corps central, la terrasse à canon, lui donnant sa physionomie actuelle.

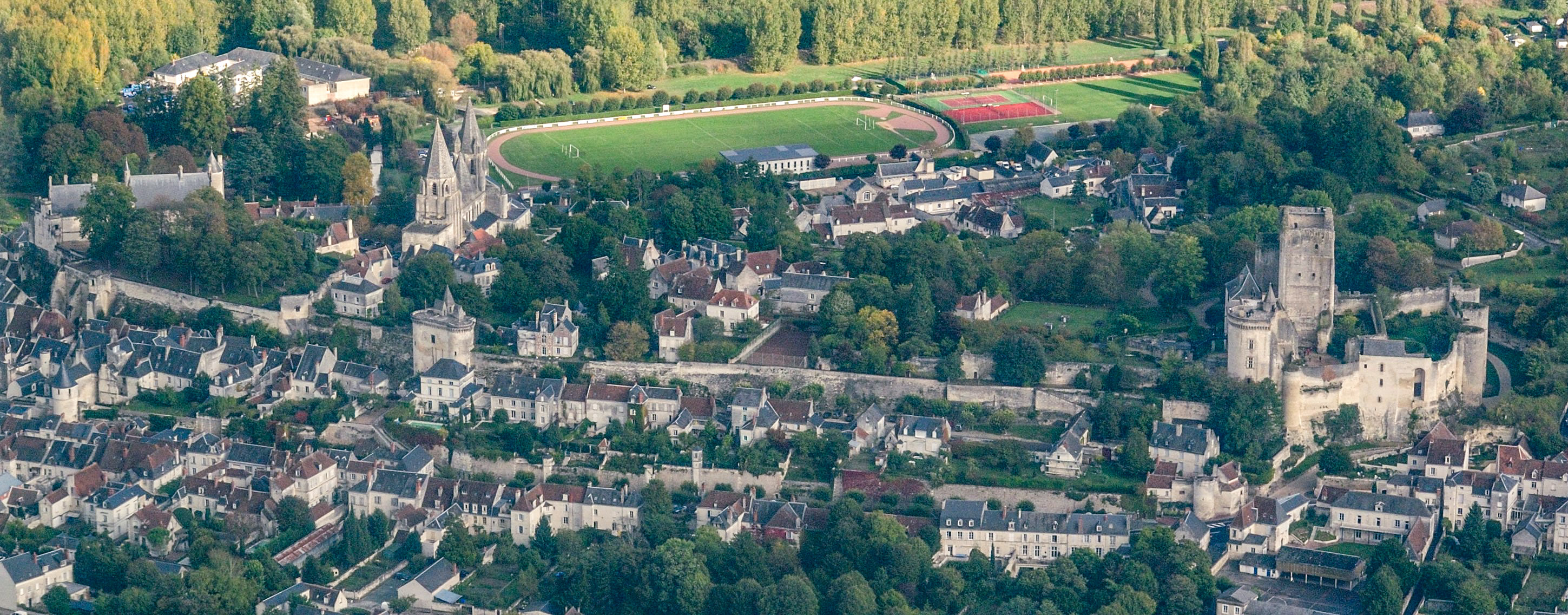
La cité fortifiée, côté nord.

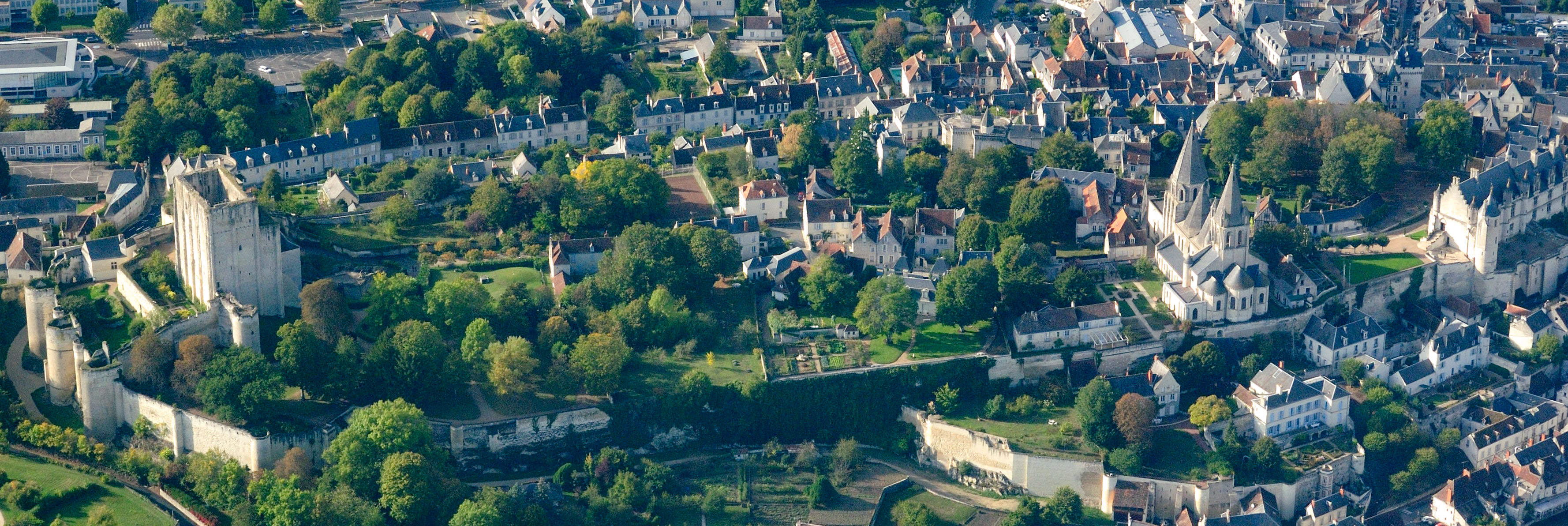
La cité fortifiée, côté sud.

### Donjon
Le donjon (turris) rectangulaire à contreforts, bâti dans le premier tiers du XIe siècle, ce qui en fait l'un des plus anciens donjons romans de pierre, commande un ensemble d'enceintes et de tours progressivement modernisées au cours des XIIe et XIIIe siècles. L'entrée du donjon est aménagée pour en rendre l'accès très difficile : elle est placée très haut, et il faut passer par une petite tour rectangulaire adjacente au donjon. Il est composé d'une « tour maîtresse » habitable et d'un « petit donjon » :
- la « tour maîtresse », haute de quatre étages sur rez-de-chaussée, mesure 36 mètres de haut ; sa surface au sol est de 25,2 × 13,7 mètres. Au rez-de-chaussée, se trouvent un puits et deux fours. La grande salle, ou aula, occupe le premier niveau, la chambre (ou camera) le second, tandis que le troisième est affecté à la défense : sergents, stocks d'armes et de projectiles ;
- le « petit donjon » , situé du côté nord, compte trois étages sur rez-de-chaussée et mesure 13,2 × 9,1 mètres[14]. Ses murs épais renforcés par des contreforts cylindriques en faisaient une forteresse imprenable pour l'époque. On y trouve, au niveau de la camera, la capella, dédiée à Saint-Salbœuf.

La « Tour carrée » comportait auparavant un toit et un chemin de ronde extérieur. Les planchers ont disparu : des structures métalliques permettent le passage des visiteurs.

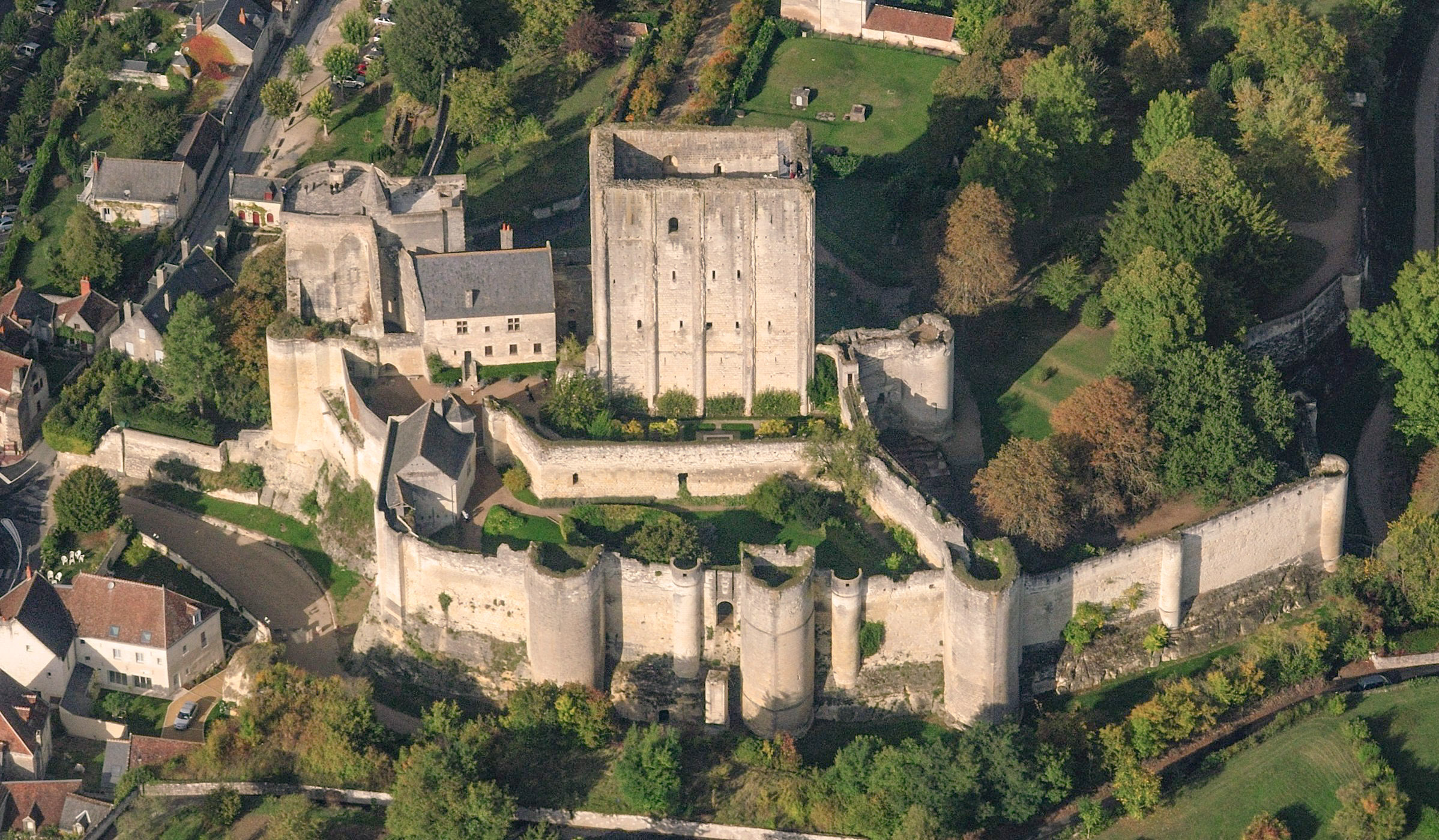
Le château et son donjon.
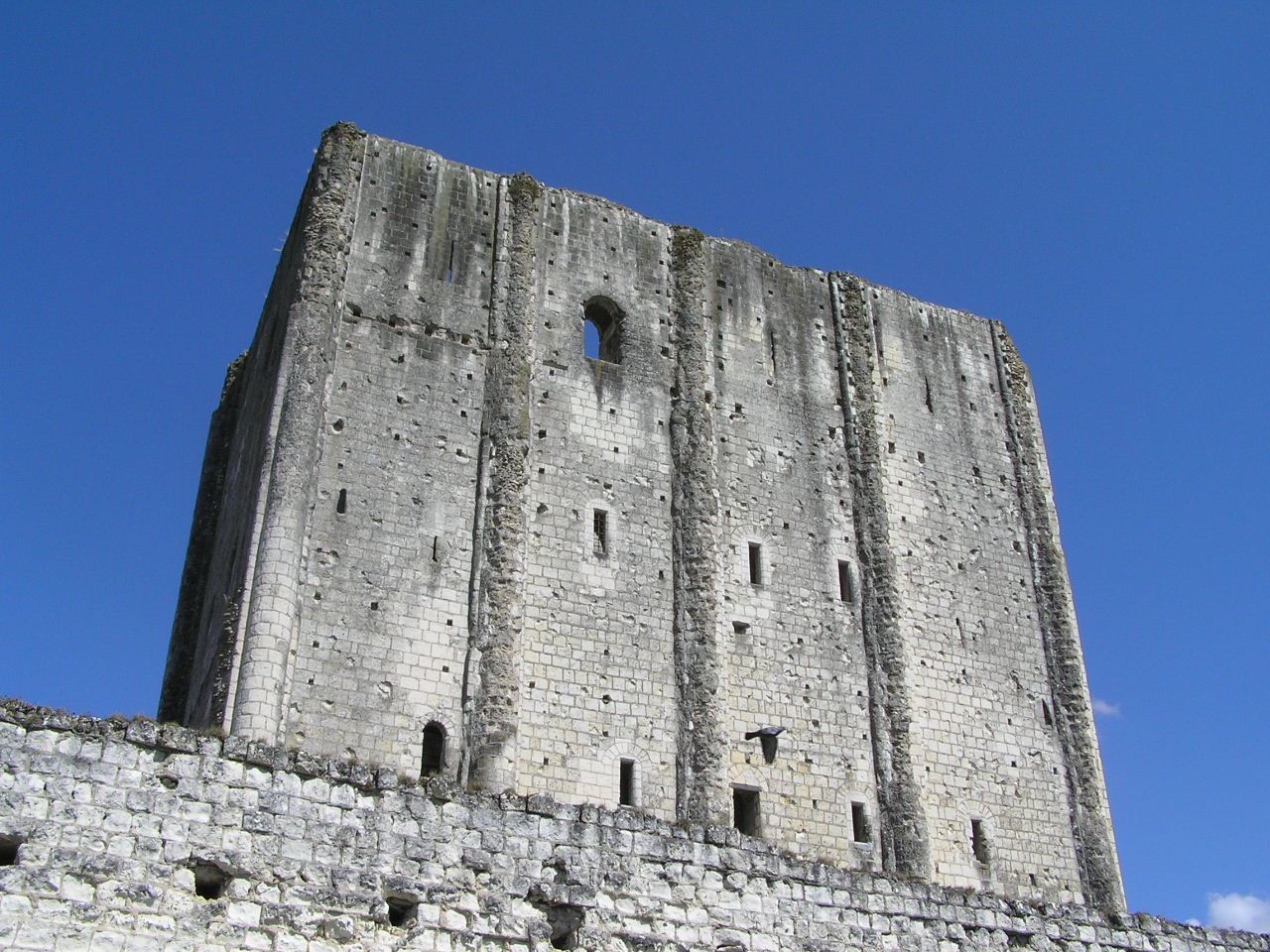
Le donjon.
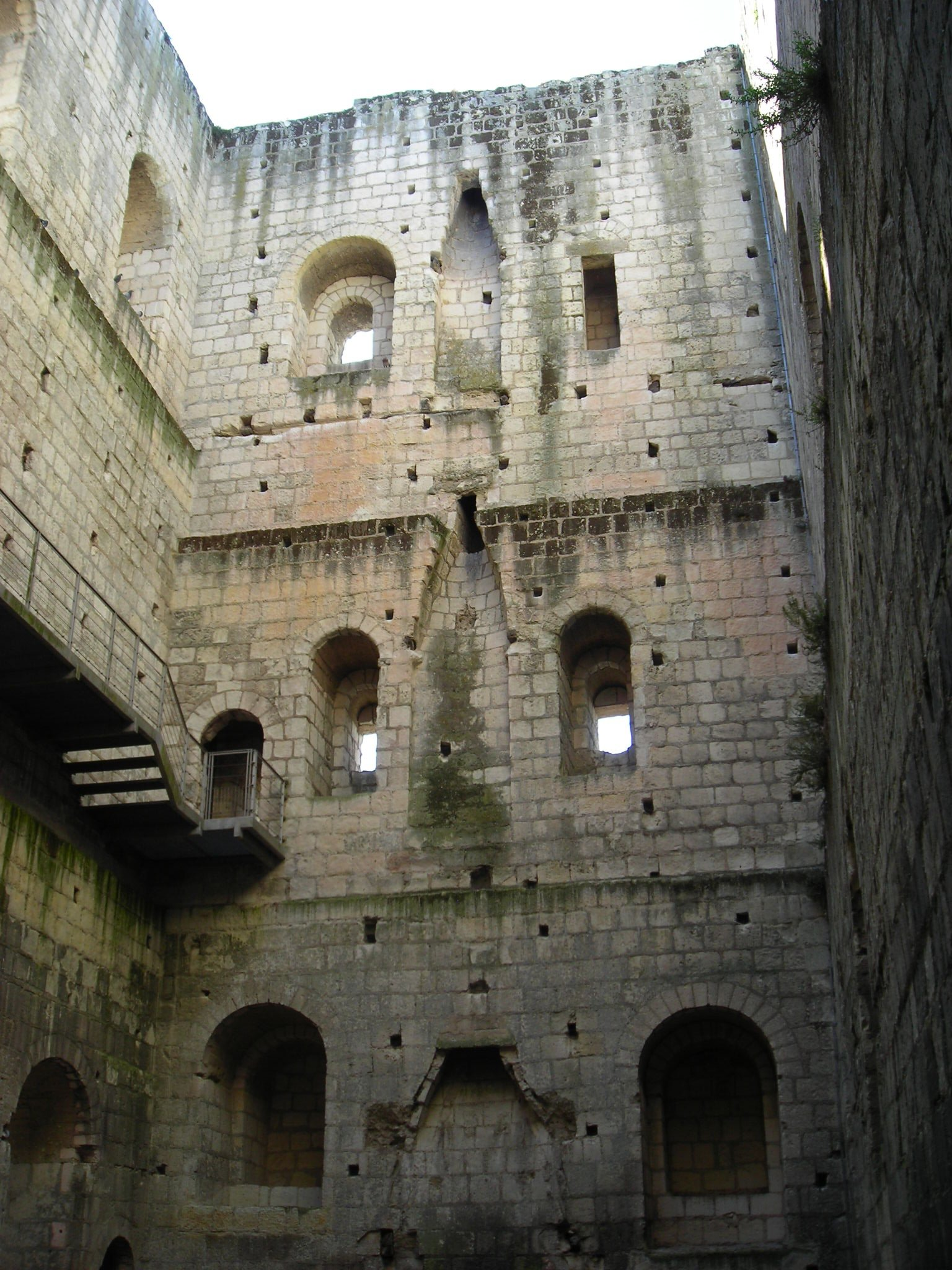
Intérieur du donjon.

### Tour ronde

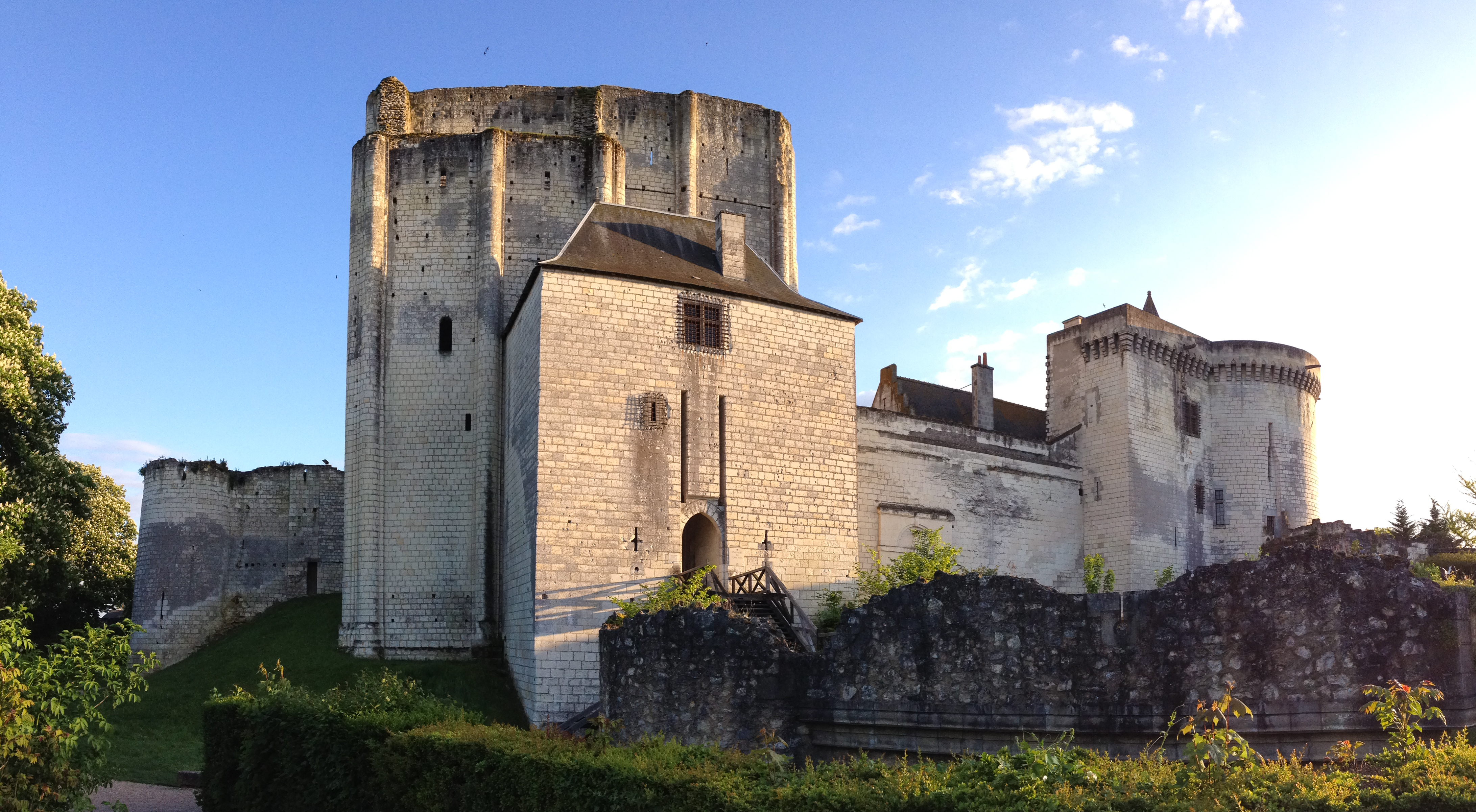
Entrée du château.

La Tour ronde, ou « tour Louis XI », haute de 25 mètres, date du XVe siècle. Les progrès de l'artillerie, à la fin du Moyen Âge, ont rendu caduque l'architecture du donjon : celui-ci n'était pas adapté pour accueillir des canons, ni pour subir des tirs de boulets métalliques. Les dernières recherches laissent à penser qu'elle aurait été construite sur ordre de Charles VII, voire sous Foulque III Nerra.
Elle comporte trois étages reliés par un escalier en vis. Les salles des étages, qui servaient de cellules, portent de nombreux graffitis et sculptures réalisés par des prisonniers dans la pierre calcaire. Au rez-de-chaussée se trouve la « salle de la Torture » : cette salle contient une barre de fer équipée d'anneaux, qui servait à entraver des détenus. La terrasse est aménagée pour le déploiement de canons.
L'accès à la tour se fait par le « logis du gouverneur », une bâtisse du XIVe siècle. En 2013, ce bâtiment abrite le hall d'entrée pour la visite du donjon.
La tour ronde s'est à moitié écroulée en juillet 1814 : elle a été restaurée par la suite.

### Le martelet

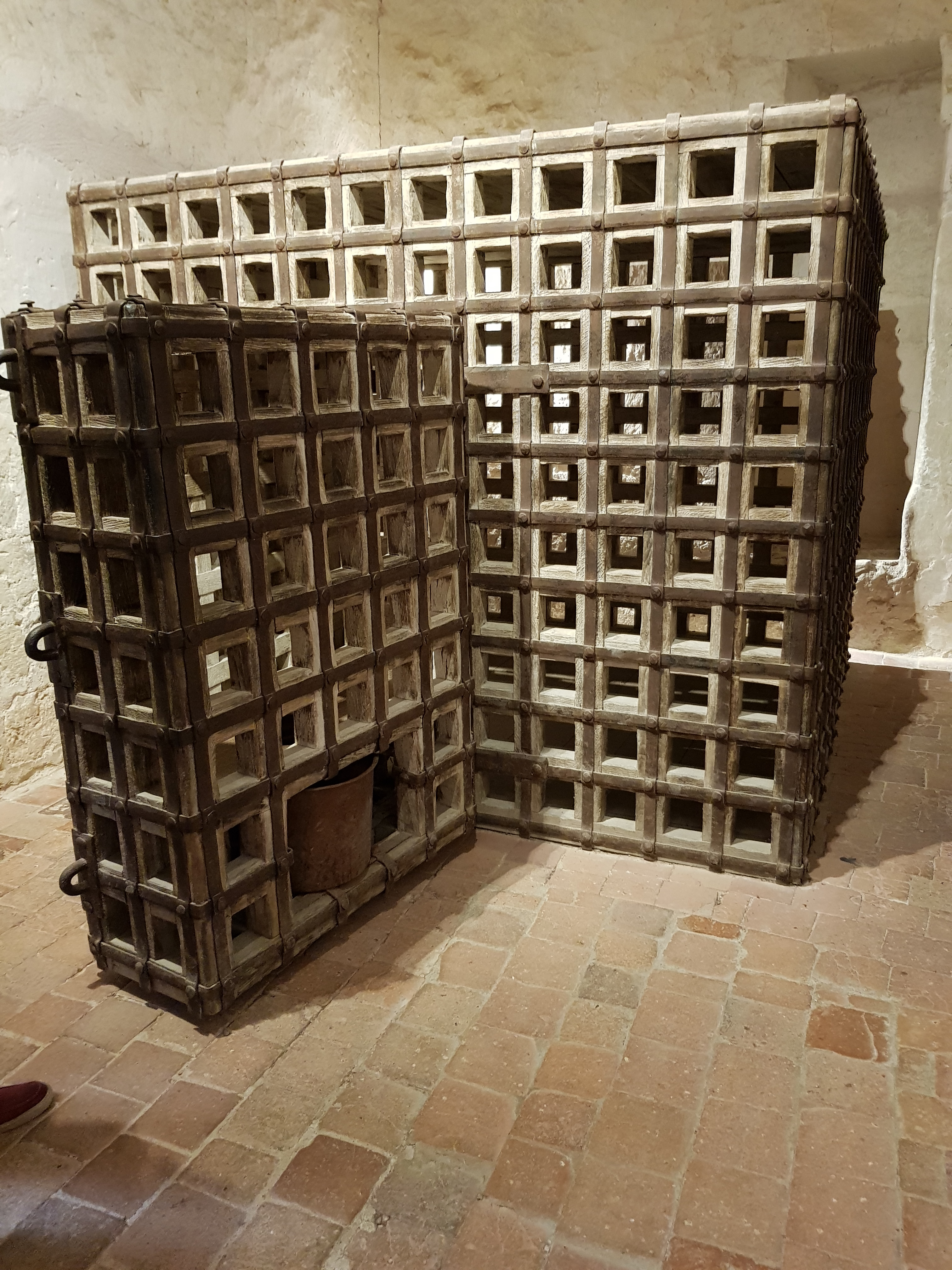
Reconstitution d'une cage de fer.

Cette tour a la particularité de ne pas être « en hauteur » : il faut descendre les quatre niveaux pour la visiter. Construite au XVe siècle, elle est haute de 27 mètres, à cheval sur le fossé.
Dans ces quatre niveaux sont aménagés des cachots. Le plus célèbre d'entre eux est le cachot du duc de Milan, Ludovic Sforza. Capturé par Louis XII, en 1500, l'ancien protecteur de Léonard de Vinci fut emprisonné durant quatre ans au donjon, dans le cachot qui porte son nom, à partir de 1504. Il y trouve la mort en 1508. Cette cellule laisse encore transparaître l'aspect artistique du personnage, avec les fresques dont il a recouvert une partie des murs de sa cellule. On peut encore y lire en partie sa signature « Celui qui n'est pas content », peinte à même le mur.

### La Porte royale

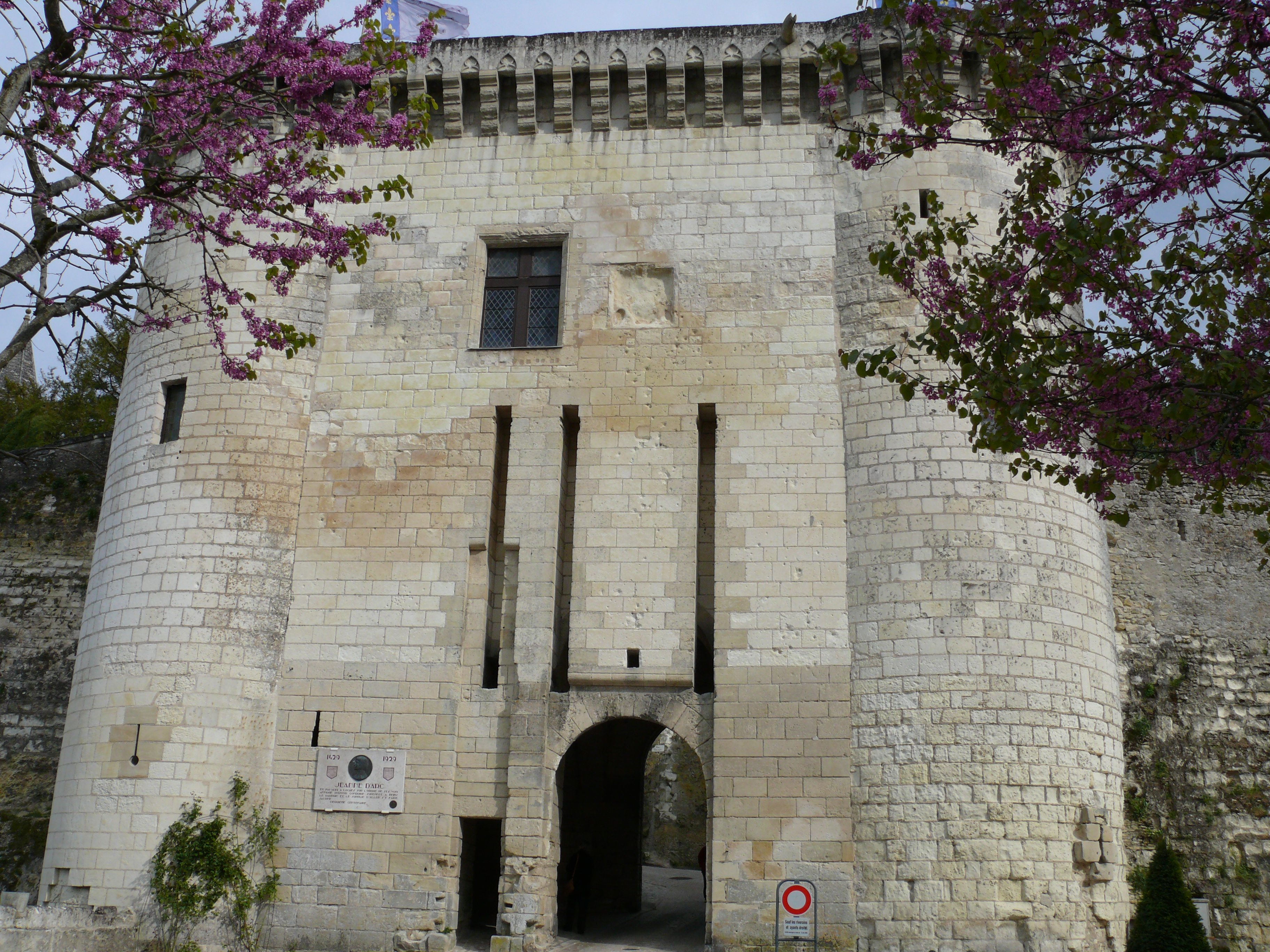
Porte royale.

Le « Porte royale », aussi appelée portal du chastel, est le seul accès au château, parfois appelé improprement « Fort Saint-Ours », à partir de la ville « basse ». Elle est placée au milieu du front ouest. L'emplacement de l'accès au château n'a pas changé depuis la construction de la première enceinte qui couronne les escarpements naturels.
La porte actuelle est flanquée de deux tours et munie de mâchicoulis. On peut voir des traces d'un double pont-levis et d'une herse ainsi que les gonds de la porte.
Cette porte a connu trois campagnes de construction :
- la porte romane de la seconde moitié du XIe siècle ne comportait pas de tour. C'était une porte faite de deux vantaux en bois  dans une portion de mur plus épaisse que la partie nord de la courtine ouest et faisant un angle avec cette partie ;
- la seconde porte du début du XIIIe siècle. Cette nouvelle porte a nécessité de détruire la porte romane en ne laissant voir qu'un arrachement du mur. Cette porte comporte deux tours de flanquement circulaires percées d'archères sur plusieurs niveaux conçue comme un châtelet d'entrée. La tour à gauche de la porte est reliée à la courtine par un bout de mur de la porte romane. Cette porte devait être munie, comme toutes les portes du XIIe siècle, d'un assommoir, d'une herse et de vantaux. Les deux tours cylindriques d'un diamètre extérieur de 7 m comportent trois niveaux de chambres de défense avec archères. Il est probable que les tours de cette porte remontent au début du XIIIe siècle par Jean sans Terre avant de s'arrêter à mi-hauteur au moment du siège, en 1204, puis achevées par Philippe II Auguste avant 1224, travaux peut-être délégués à Dreux IV de Mello auquel Philippe Auguste avait confié le château de Loches ;
- le troisième état de la porte date du XVe siècle ou bastille royale. La porte est modernisée au XVe siècle : après la démolition de la partie centrale du châtelet en conservant les tours, le pont-levis est modifié avec un pont-levis à flèches pour la porte charretière et un guichet pour les piétons et l'ajout de mâchicoulis et d'une plateforme. Les clefs de voûte du passage d'entrée timbrées aux armes de France et du Dauphiné permettent de dater cette reprise du châtelet au règne de Charles VII, après le réconciliation du roi avec son fils, le Dauphin, futur Louis XI, soit entre 1450 et 1455. La plateforme située au sommet de l'aménagement de la porte est alors le principal niveau de défense car il a été conçu pour recevoir de l'artillerie de type veuglaire. Les archères-canonnières du rez-de-chaussée permettaient de se servir de couleuvrine. Pour assurer la défense de l'entrée, la porte était précédée d'une barbacane qui a été démolie en 1699.

### Autres édifices
La caponnière est une casemate située juste à l'est du donjon. Elle fut construite vers 1539 pendant les guerres de Religion, pour moderniser le château et défendre les fossés.
La partie sud des remparts, constituée de trois tours en amande, a été construite par Henri II d'Angleterre et son fils, Richard Cœur de Lion. Une poterne à pont-levis (XIVe siècle se cache entre les tours semi-circulaires (XIIe siècle) et en amandes (début XIIIe siècle).
Dans ces tours furent enfermés en 1307 certains templiers, dans l'attente de leur procès. Hugues de Pairaud fut l'un d'eux : arrêté à Poitiers en compagnie de quinze autres templiers, il fut emprisonné à Loches avant d'être transféré à Paris.
Sur le site castral est conservée une bombarde du XVe siècle.

## Protection
Est classé par la liste de 1862 :
- le château.

Est classée par arrêté du 12 juillet 1886
- la porte de l'enceinte du château.

Est classé par la liste de 1889 :
- l'ancien palais royal (logis royal).

Est inscrite par arrêté du 8 août 1962 :
- la partie d'enceinte nord-ouest dominant la rue des Fossés-Saint-Ours et reliant la porte principale du château à la base du logis royal au nord.

Propriété de la commune de Loches, le château et l'église Saint-Ours (ancienne collégiale Notre-Dame) adjacente sont ouverts au public.